# VTM Nieuws
VTM Nieuws es un noticiero belga del canal de televisión comercial VTM, desde su comienzo en 1989 fue la primera competencia que los noticieros de la televisión pública VRT tuvieron. Desde su último cambio de logotipo el 18 de febrero de 2013, su popularidad se ha incrementado notablemente.

## Ediciones
El noticiero es emitido tres veces al día, la primera a las 13 horas, con una duración de 25 minutos y presentado de lunes a viernes por Birgit Van Mol y Elke Pattyn, mientras que los sábados y domingos por Dany Verstraeten, un breve resumen a las 17.45 horas y un boletín principal que es emitido a las 19 horas. Solía haber un matinal y un noticiero de la noche, pero estos dos fueron retirados al final de 2003 y 23 de diciembre de 2011, respectivamente, tras fracasos en la audiencia.

## Equipo

### Presentadores
- Dany Verstraeten (1989-)
- Birgit Van Mol (1998-)
- Stef Wauters (2003-)
- Elke Pattyn (2013-)
- Freek Braeckman (2017-)
- Brigitte Balfoort (1997-1999)
- Kris Borgraeve (2002-2003)
- Mark Demesmaeker (1991-2004)
- Ingrid De Putter (1989-2004)
- Nadine De Sloovere (1989-1998)
- Marc Dupain (1990-2003)
- Christophe Lambrecht (1997-1998)
- Cathérine Moerkerke (2004-2013, 2015)
- Faroek Özgünes (1990-2000, 2004-2011)
- Kathy Pauwels (1989-2001)
- Kristl Strubbe (2001-2004)
- Catherine Van Eylen (1997-1998)
- Marleen Vanhecke (1999-2008)
- Thomas Van Hemeledonck (2008-2011)
- Lynn Wesenbeek (2004-2012)

## Comentaristas Deportivos
- Maarten Breckx (2012-)
- Tom Coninx (2013-)
- Jan De Wijngaert (1989 - 2003) (2013-)

## Presentadores del Tiempo
- Eddy De Mey (1989-2007)
- Jill Peeters (2000-)
- David Dehenauw (2003-)
- Frank Duboccage (2004-)